# Sal Le Top
Sal Le Top (살례탑?, Sal rye tapLR) è un manhwa scritto e disegnato da Mi Young Noh a partire dal 1999 e serializzato sulla rivista Junior Champ Magazine. Il fumetto presenta riferimenti a fatti e personaggi storicamente esistiti, come ad esempio il generale mongolo Sartaq.

## Trama
Il protagonista Kim Mun Bin, un ragazzo coreano dei nostri giorni, è tormentato da incubi in cui appare una donna dai capelli neri. Un giorno, a causa di un incidente avvenuto nella piscina scolastica, il ragazzo cade in coma e al suo risveglio si ritrova nella Koryo, nome dell'antica Corea, del 1229, dove scopre di essere il figlio del celebre generale Kim Kyôngson.
Kim Sakyông, questo è il nome del figlio del generale e che diventa il nuovo nome del giovane Mun Bin, era anch'esso caduto in coma da vario tempo insieme alla sorella Saryum, che il ragazzo riconosce nella donna dei suoi incubi. Successivamente Mun Bin si troverà coinvolto nell'invasione mongola della Corea e a rivaleggiare con il generale Sartaq anche a causa dell'attaccamento alla giovane principessa mongola Al T'an Ha Das.

## Edizione italiana
A partire dal terzo volume, e con modifiche anche nei volumi successivi al settimo, l'editore Flashbook ha ritenuto opportuno, previa consultazione con i partner coreani, una modifica della traslitterazione dei nomi dei personaggi e dei luoghi in corso della stampa dell'opera in lingua italiana.
L'editore giustifica questo cambiamento per mantenere una più rigorosa traslitterazione fonetica rispetto ai nomi originali. Per questo nell'edizione italiana è possibile trovare diversi nomi nel corso dell'opera che si riferiscono a stessi personaggi/luoghi dei volumi precedenti.

## Volumi
| Nº | Data di prima pubblicazione | Data di prima pubblicazione | Data di prima pubblicazione |
| Nº | Italiano                    | Italiano                    |                             |
| -- | --------------------------- | --------------------------- | --------------------------- |
| 1  | 10 giugno 2004              | ISBN 978-88-88388-63-2      |                             |
| 2  | 15 dicembre 2004            | ISBN 978-88-88388-64-9      |                             |
| 3  | 14 febbraio 2005            | ISBN 978-88-88388-65-6      |                             |
| 4  | 13 giugno 2005              | ISBN 978-88-88388-66-3      |                             |
| 5  | 3 ottobre 2005              | ISBN 978-88-88388-66-3      |                             |
| 6  | 14 dicembre 2005            | ISBN 978-88-88388-68-7      |                             |
| 7  | 14 marzo 2006               | ISBN 978-88-88388-69-4      |                             |
| 8  | 30 marzo 2006               | ISBN 978-88-88388-70-0      |                             |
| 9  | 13 giugno 2006              | ISBN 978-88-88388-71-7      |                             |
| 10 | 1º agosto 2006              | ISBN 978-88-88388-72-4      |                             |
| 11 | 9 ottobre 2006              | ISBN 978-88-88388-73-1      |                             |